# Pedro Franz
Pedro Franz é um quadrinista brasileiro. Nasceu em Santa Catarina e é formado em Design. Lançou em 2012 a graphic novel Suburbia, baseada na minissérie homônima. Em 2009, ganhou o Troféu HQ Mix por seu Trabalho de Conclusão de Curso ("A quarta dimensão do trabalho de Breccia", pela UFSC) e, em 2013, conquistou novamente o troféu, dessa vez na categoria "Novo talento (desenhista)".